# Cimitero Laurentino
Il cimitero Laurentino è un cimitero comunale di Roma, situato in zona Castel di Decima, gestito da AMA. Con i suoi 21 ettari è il terzo cimitero della città dopo il Flaminio e il Verano.

## Storia
Il cimitero è stato consacrato il 9 marzo 2002 dal cardinale vicario Camillo Ruini. Nel 2004 nell'ambito delle indagini archeologiche preliminare disposte dalla Soprintendenza speciale per i beni archeologici di Roma sono state rinvenute alcune tombe a grotticella eneolitiche, probabilmente parte di una necropoli ben più estesa.
Il 29 ottobre 2010 sono iniziati i lavori di costruzione della cappella del Gesù Risorto, su progetto di Giovanni Testa per un importo totale di 750 000 euro pagato dal comune di Roma, benedetta solennemente il 1º novembre 2012.
Nel 2012 è stato realizzato il Giardino degli angeli, inaugurato il 4 gennaio, per permettere la sepoltura dei bambini mai nati.
Il cimitero è stato visitato da papa Francesco il 2 novembre 2018 in occasione della commemorazione dei defunti, segnando la prima visita di un pontefice nella storia del cimitero.

## Descrizione
Il cimitero si estende su un'area di circa 21 ettari. Accoglie le salme provenienti dai municipi VII (limitatamente al territorio dell'ex Municipio X), VIII, IX, XI e, solo in caso di indisponibilità da parte del cimitero di Ostia Antica, X; il Giardino degli angeli invece accoglie le salme da parte dei residenti in deroga al principio di territorialità.
La cappella del Gesù Risorto è stata realizzata in muratura con una copertura di tegole laminate in rame e lastre di pietra di Trani. Occupa uno spazio di 220 metri quadrati con un ampio sagrato esterno da 120 metri quadrati e ha una capacità di circa 140 posti a sedere. Di fronte al sagrato è presente un piazzale da 1 200 metri quadrati adibito a parcheggio.
Il Giardino degli angeli è un'area di circa 600 metri quadrati riservata alla sepoltura di bambini mai nati. L'accesso è presidiato da due statue raffiguranti degli angeli, intesi come archetipo dell'innocenza e della purezza proprie dei bambini.

## Personaggi illustri sepolti nel cimitero
- Stefano Amato (1957 - 2005), attore
- Gabriele Amorth (1925 - 2016), presbitero, scrittore ed esorcista
- Franco Bracardi (1935 - 2005), attore, sceneggiatore e musicista
- Elisa Cegani (1911 - 1996), attrice
- Fernando Ciucci (1952 - 2011), musicista e voce de La Bottega dell'Arte
- Donatella Colasanti (1958 - 2005), vittima del massacro del Circeo
- Nicola Di Gioia (1944 - 2017), attore
- Arnaldo Forlani (1925 - 2023), politico e segretario della Democrazia Cristiana
- Lucio Fulci (1927 - 1996), regista, sceneggiatore, attore e paroliere
- Ferdinando Imposimato (1936 - 2018), magistrato, politico e avvocato
- Ennio Morricone (1928 - 2020), compositore, direttore d'orchestra e arrangiatore, successivamente esumato e tumulato al cimitero del Verano
- Stefano Rosso (1948 - 2008), cantautore e chitarrista, successivamente esumato e tumulato al cimitero di Prima Porta
- Giulietta Simionato (1910 - 2010), mezzosoprano
- Riccardo Schicchi (1953 - 2012), regista, fotografo ed imprenditore
- Andrea Spezzacatena (1997 - 2012), studente, vittima di omofobia

## Collegamenti
Linee autobus cimiteriali C8, C11 e C13 e linea autobus urbana 703.